# Coutoubea
Coutoubea es un género  de plantas con flores perteneciente a la familia Gentianaceae.   Comprende 5 especies descritas y de estas solo 3 aceptadas. Se distribuyen por México, Mesoamérica, Sudamérica.

## Descripción
Son hierbas anuales o posiblemente perennes, generalmente erectas, simples o ramificadas, glabras; ramas generalmente fuertemente ascendentes, teretes a inconspicuamente 4-angulados. Hojas caulinares, opuestas o rara vez ternadas, sésiles y frecuentemente ligeramente amplexicaules, membranáceas a coriáceas. Inflorescencias terminales o menos comúnmente axilares, espigadas o racemosas, multifloras, generalmente densas pero menos frecuentemente discontinuas. Flores decusadamente opuestas, sésiles o muy cortamente pediceladas, con una bráctea y 2 bractéolas cercanamente subyacentes; perianto y androceo 4-5-partido; lobos del cáliz 2-4 veces el largo del tubo, escariosamente marginados; corola blanca pero frecuentemente matizada de azul o purpúreo el tubo cilíndrico, los lobos algo patentes, lanceolados, el ápice agudo; estambres insertados cerca del ápice del tubo de la corola y los filamentos unidos adaxialmente a un lobo interno en el tubo de la corola, las anteras oblongas, basal y profundamente bífidas, el polen en tétradas; ovario 1-locular con una placenta fuertemente proyectándose hacia adentro, el estilo filiforme, el estigma 2-lobado con los lobos cortamente oblongos y aplanados. Cápsulas septicidalmente 2-valvadas, ovoides a elipsoides, parcialmente envueltas por el perianto marcescente; semillas numerosas, pequeñas, globosas foveoladas.

## Taxonomía
El género fue descrito por  Jean Baptiste Christophore Fusée Aublet y publicado en Histoire des Plantes de la Guiane Françoise 1: 72, t. 27. 1775.

## Especies aceptadas
A continuación se brinda un listado de las especies del género Coutoubea aceptadas hasta marzo de 2014, ordenadas alfabéticamente. Para cada una se indica el nombre binomial seguido del autor, abreviado según las convenciones y usos. 
- Coutoubea humilis Sandwith
- Coutoubea minor Kunth
- Coutoubea ramosa Aubl.
- Coutoubea reflexa Benth.
- Coutoubea spicata Aubl. - centaura menor de México[3]